# Mario Haas
Mario Haas (* 16. září 1974) je bývalý rakouský fotbalista.

## Reprezentace
Mario Haas odehrál 43 reprezentačních utkání. S rakouskou reprezentací se zúčastnil Mistrovství světa 1998.

## Statistiky
| Rakousko | Rakousko | Rakousko |
| Roky     | Záp.     | Góly     |
| -------- | -------- | -------- |
| 1996     | 1        | 0        |
| 1997     | 0        | 0        |
| 1998     | 10       | 2        |
| 1999     | 4        | 0        |
| 2000     | 1        | 0        |
| 2001     | 7        | 0        |
| 2002     | 0        | 0        |
| 2003     | 8        | 4        |
| 2004     | 6        | 1        |
| 2005     | 3        | 0        |
| 2006     | 0        | 0        |
| 2007     | 3        | 0        |
| Celkem   | 43       | 7        |